# Долев
Долев (ивр. דולב, דֹּלֶב‎) — израильское поселение на Западном берегу реки Иордан, в южной части Самарии. Муниципально относится к региональному совету Мате-Биньямин.

## Название
Долев — это название платана на иврите.

## История
Поселение было основано несколькими еврейскими семьями на праздник Суккот в 1983 году. Затем в нём открылась известная в Израиле социальная программа для девочек.

## Население
По данным Центрального статистического бюро Израиля, население на начало 2020 года составляло 1 448 человек.

## Известные жители
- Йогев, Моти